# Cornelio Saavedra Montt
Cornelio Saavedra Montt (Valparaíso 10 mei 1884 - Santiago 24 maart 1946) was een Chileens politicus.
Hij bezocht het College van de Congregatie van de Heilige Harten van Jezus en Maria in Valparaíso en volgde daarna een militaire opleiding. Na een periode als militair officier legde hij zich toe op de handel en de politiek. Hij trad toe tot de liberaal conservatieve Partido Nacional. Hij was enige tijd gemeenteraadslid en daarna van 1907 tot 1909 burgemeester van Valparaíso. Van 1909 tot 1918 en van 1921 tot 1924 was hij lid van de Kamer van Afgevaardigden. In 1911 was hij vicevoorzitter van de Kamer van Afgevaardigden. Van 1924 tot 1930 was hij senator. 
Saavedra diende als minister van Oorlog en Marine (1916) en minister van Binnenlandse Zaken (1920). 
Van 1925 tot 1926 was hij consul-generaal van Chili in Hamburg, Duitsland. Nadien was hij directeur van de salpetermaatschappij en de nationale telefoonmaatschappij. Hij overleed in 1946.